# أم البنات (مسلسل)
أم البنات، مسلسل كويتي أنتج وعرض في عام 2009، كتبته هبة مشاري حمادة وأخرجه عارف الطويل ويتكون من 30 حلقة.

## قصة المسلسل

مشهد من المسلسل

تبدأ القصة من حالة العزلة التي يمارسها «عقاب»غانم الصالح قسرًا على زوجته وبناته، حيث لا يتمتعن بأي ثقافة تواصلية إلا من خلاله وبمحدودية استطاع من خلالها ترويضهن على السمع والطاعة مقابل مساحة مرنة لابنه صقر.

## الشخصيات والأدوار
- سعاد عبد الله في دور شريفة أم صقر والبنات
- غانم الصالح في دور عقاب أبو صقر والبنات
- حمد العماني في دور صقر
- مرام البلوشي في دور البنت الأولى حصة
- فاطمة الصفي في دور البنت الثانية منيرة
- بثينة الرئيسي في دور البنت الثالثة طيبة
- ملاك في دور البنت الرابعة قماشة
- شجون الهاجري في دور البنت الخامسة غنيمة
- هيا عبد السلام في دور البنت السادسة نسيمة
- غدير صفر في دور العمة شمة
- خالد البريكي في دور جمعة خادم بيت أم البنات
- علي السبع في دور خالد أخ شريفة
- باسمة حمادة في دور نورية زوجة خالد
- شوق في دور ردينة ابنه خالد
- عبد الله بوشهري في دور محمد ابن خالد
- حميد البلوشي في دور إبراهيم ابن خالد
- أحلام حسن في دور سعاد اخت شريفة
- شفيقة يوسف في دور نجيبة اخت شريفة
- حسين المهدي في دور عبد الله زوج سعاد
- منى عبد المجيد في دور مرايم
- مشاعل الزنكوي في دور بشاير ابنة زوج مرايم
- فيصل بوغازي في دور أبو خلف
- ياسة في دور أم خلف
- منى البلوشي في دور أم عبد العزيز المحامي
- حميد البلوشيفي دور إبراهيم خالد ابن أخو شريفة